# Seznam členů Guns N' Roses
Toto je kompletní seznam členů skupiny Guns N' Roses, kteří ve skupině působili od roku 1985.

## Sestavy
| Období                        | Členové |
| ----------------------------- | --- |
| březen–červen 1985            | - Axl Rose – zpěv, piano - Tracii Guns – sólová kytara, rytmická kytara, doprovodný zpěv - Izzy Stradlin – rytmická kytara, sólová kytara, doprovodný zpěv - Ole Beich – baskytara, doprovodný zpěv - Rob Gardner – bicí, doprovodný zpěv |
| červen 1985 – únor 1990       | - Axl Rose – zpěv, piano - Slash – sólová kytara, rytmická kytara, akustická kytara, doprovodný zpěv - Izzy Stradlin – rytmická kytara, sólová kytara, akustická kytara, doprovodný zpěv - Duff McKagan – baskytara, akustická kytara, doprovodný zpěv - Steven Adler – bicí, doprovodný zpěv |
| prosinec 1987 – leden 1988    | - Axl Rose – zpěv, piano - Slash – sólová kytara, rytmická kytara, akustická kytara, doprovodný zpěv - Izzy Stradlin – rytmická kytara, sólová kytara, akustická kytara, doprovodný zpěv - Duff McKagan – baskytara, akustická kytara, doprovodný zpěv - Dizzy Reed – klávesy, piano, doprovodný zpěv - Fred Coury – bicí (záskok) |
| 27. května 1988               | - Axl Rose – zpěv, piano - Slash – sólová kytara, rytmická kytara, akustická kytara, doprovodný zpěv - Izzy Stradlin – rytmická kytara, sólová kytara, akustická kytara, doprovodný zpěv - Kid Chaos – baskytara, akustická kytara, doprovodný zpěv (záskok) - Dizzy Reed – klávesy, piano, doprovodný zpěv - Steven Adler – bicí, doprovodný zpěv |
| 30. ledna 1989                | - Axl Rose – zpěv, piano - Slash – sólová kytara, rytmická kytara, akustická kytara, doprovodný zpěv - Izzy Stradlin – rytmická kytara, sólová kytara, akustická kytara, doprovodný zpěv - Duff McKagan – baskytara, akustická kytara, doprovodný zpěv - Dizzy Reed – klávesy, piano, doprovodný zpěv - Don Hanley – bicí (záskok) |
| únor–červenec 1990            | - Axl Rose – zpěv, piano - Slash – sólová kytara, rytmická kytara, akustická kytara, doprovodný zpěv - Izzy Stradlin – rytmická kytara, sólová kytara, akustická kytara, doprovodný zpěv - Duff McKagan – baskytara, akustická kytara, doprovodný zpěv - Dizzy Reed – klávesy, piano, doprovodný zpěv - Steven Adler – bicí, doprovodný zpěv |
| červenec 1990 – listopad 1991 | - Axl Rose – zpěv, piano - Slash – sólová kytara, rytmická kytara, akustická kytara, doprovodný zpěv - Izzy Stradlin – rytmická kytara, sólová kytara, akustická kytara, doprovodný zpěv - Duff McKagan – baskytara, akustická kytara, doprovodný zpěv - Dizzy Reed – klávesy, piano, doprovodný zpěv - Matt Sorum – bicí, doprovodný zpěv |
| listopad 1991                 | - Axl Rose – zpěv, piano - Slash – sólová kytara, rytmická kytara, akustická kytara, doprovodný zpěv - Duff McKagan – baskytara, akustická kytara, doprovodný zpěv - Dizzy Reed – klávesy, piano, doprovodný zpěv - Matt Sorum – bicí, doprovodný zpěv |
| prosinec 1991 – říjen 1994    | - Axl Rose – zpěv, piano, akustická kytara - Slash – sólová kytara, rytmická kytara, akustická kytara, doprovodný zpěv - Gilby Clarke – rytmická kytara, sólová kytara, akustická kytara, doprovodný zpěv - Duff McKagan – baskytara, akustická kytara, doprovodný zpěv - Dizzy Reed – klávesy, piano, doprovodný zpěv - Matt Sorum – bicí, doprovodný zpěv |
| říjen 1994 – říjen 1996       | - Axl Rose – zpěv, piano, akustická kytara - Slash – sólová kytara, rytmická kytara, akustická kytara, doprovodný zpěv - Paul Tobias – rytmická kytara - Duff McKagan – baskytara, akustická kytara, doprovodný zpěv - Dizzy Reed – klávesy, piano, doprovodný zpěv - Matt Sorum – bicí, doprovodný zpěv |
| říjen 1996 – duben 1997       | - Axl Rose – zpěv, piano, akustická kytara - Paul Tobias – rytmická kytara - Duff McKagan – baskytara, akustická kytara, doprovodný zpěv - Dizzy Reed – klávesy, piano, doprovodný zpěv - Matt Sorum – bicí, doprovodný zpěv |
| duben–srpen 1997              | - Axl Rose – zpěv, piano, akustická kytara - Paul Tobias – rytmická kytara - Duff McKagan – baskytara, akustická kytara, doprovodný zpěv - Dizzy Reed – klávesy, piano, doprovodný zpěv |
| srpen 1997                    | - Axl Rose – zpěv, piano, akustická kytara - Robin Finck – sólová kytara, rytmická kytara, akustická kytara, doprovodný zpěv - Paul Tobias – rytmická kytara - Duff McKagan – baskytara, akustická kytara, doprovodný zpěv - Dizzy Reed – klávesy, piano, doprovodný zpěv |
| srpen 1997 – březen 1998      | - Axl Rose – zpěv, piano, akustická kytara - Robin Finck – sólová kytara, rytmická kytara, akustická kytara, doprovodný zpěv - Paul Tobias – rytmická kytara - Dizzy Reed – klávesy, piano, doprovodný zpěv |
| březen–květen 1998            | - Axl Rose – zpěv, piano, akustická kytara - Robin Finck – sólová kytara, rytmická kytara, akustická kytara, doprovodný zpěv - Paul Tobias – rytmická kytara - Dizzy Reed – klávesy, piano, doprovodný zpěv - Josh Freese – bicí |
| květen–říjen 1998             | - Axl Rose – zpěv, piano, akustická kytara - Robin Finck – sólová kytara, rytmická kytara, akustická kytara, doprovodný zpěv - Paul Tobias – rytmická kytara - Tommy Stinson – baskytara, akustická kytara, doprovodný zpěv - Dizzy Reed – klávesy, piano, doprovodný zpěv - Josh Freese – bicí |
| říjen 1998 – srpen 1999       | - Axl Rose – zpěv, piano, akustická kytara - Robin Finck – sólová kytara, rytmická kytara, akustická kytara, doprovodný zpěv - Paul Tobias – rytmická kytara - Tommy Stinson – baskytara, akustická kytara, doprovodný zpěv - Dizzy Reed – klávesy, piano, doprovodný zpěv - Chris Pitman – klávesy, piano, basa, doprovodný zpěv - Josh Freese – bicí |
| srpen 1999 – březen 2000      | - Axl Rose – zpěv, piano, akustická kytara - Paul Tobias – rytmická kytara - Tommy Stinson – baskytara, akustická kytara, doprovodný zpěv - Dizzy Reed – klávesy, piano, doprovodný zpěv - Chris Pitman – klávesy, piano, basa, doprovodný zpěv - Josh Freese – bicí |
| březen–říjen 2000             | - Axl Rose – zpěv, piano, rytmická kytara, akustická kytara - Buckethead – sólová kytara, rytmická kytara, akustická kytara - Paul Tobias – rytmická kytara - Tommy Stinson – baskytara, akustická kytara, doprovodný zpěv - Dizzy Reed – klávesy, piano, doprovodný zpěv - Chris Pitman – klávesy, piano, basa, doprovodný zpěv - Bryan Mantia – bicí, doprovodný zpěv |
| říjen 2000 – červenec 2002    | - Axl Rose – zpěv, piano, rytmická kytara, akustická kytara - Buckethead – sólová kytara, rytmická kytara, akustická kytara - Robin Finck – sólová kytara, rytmická kytara, akustická kytara, doprovodný zpěv - Paul Tobias – rytmická kytara - Tommy Stinson – baskytara, akustická kytara, doprovodný zpěv - Dizzy Reed – klávesy, piano, doprovodný zpěv - Chris Pitman – klávesy, piano, basa, doprovodný zpěv - Bryan Mantia – bicí, doprovodný zpěv                   |
| červenec 2002 – březen 2004   | - Axl Rose – zpěv, piano, rytmická kytara, akustická kytara - Buckethead – sólová kytara, rytmická kytara, akustická kytara - Robin Finck – sólová kytara, rytmická kytara, akustická kytara, doprovodný zpěv - Richard Fortus – rytmická kytara, sólová kytara - Tommy Stinson – baskytara, akustická kytara, doprovodný zpěv - Dizzy Reed – klávesy, piano, doprovodný zpěv - Chris Pitman – klávesy, piano, basa, doprovodný zpěv - Bryan Mantia – bicí, doprovodný zpěv |
| březen 2004 – květen 2006     | - Axl Rose – zpěv, piano - Robin Finck – sólová kytara, rytmická kytara, akustická kytara, doprovodný zpěv - Richard Fortus – rytmická kytara, sólová kytara - Tommy Stinson – baskytara, akustická kytara, doprovodný zpěv - Dizzy Reed – klávesy, piano, doprovodný zpěv - Chris Pitman – klávesy, piano, basa, doprovodný zpěv - Bryan Mantia – bicí, doprovodný zpěv |
| květen–červen 2006            | - Axl Rose – zpěv, piano - Bumblefoot – sólová kytara, rytmická kytara, akustická kytara, doprovodný zpěv - Robin Finck – sólová kytara, rytmická kytara, akustická kytara, doprovodný zpěv - Richard Fortus – rytmická kytara, sólová kytara - Tommy Stinson – baskytara, akustická kytara, doprovodný zpěv - Dizzy Reed – klávesy, piano, doprovodný zpěv - Chris Pitman – klávesy, piano, basa, doprovodný zpěv - Bryan Mantia – bicí, doprovodný zpěv                   |
| červen 2006 – březen 2009     | - Axl Rose – zpěv, piano - Bumblefoot – sólová kytara, rytmická kytara, akustická kytara, doprovodný zpěv - Robin Finck – sólová kytara, rytmická kytara, akustická kytara, doprovodný zpěv - Richard Fortus – rytmická kytara, sólová kytara - Tommy Stinson – baskytara, akustická kytara, doprovodný zpěv - Dizzy Reed – klávesy, piano, doprovodný zpěv - Chris Pitman – klávesy, piano, basa, doprovodný zpěv - Frank Ferrer – bicí                                    |
| březen 2009 – červen 2014     | - Axl Rose – zpěv, piano - Bumblefoot – sólová kytara, rytmická kytara, akustická kytara, doprovodný zpěv - DJ Ashba – sólová kytara, rytmická kytara, akustická kytara, doprovodný zpěv - Richard Fortus – rytmická kytara, sólová kytara - Tommy Stinson – baskytara, akustická kytara, doprovodný zpěv - Dizzy Reed – klávesy, piano, doprovodný zpěv - Chris Pitman – klávesy, piano, basa, doprovodný zpěv - Frank Ferrer – bicí                                       |
| duben–květen 2014             | - Axl Rose – zpěv, piano - Bumblefoot – sólová kytara, rytmická kytara, akustická kytara, doprovodný zpěv - DJ Ashba – sólová kytara, rytmická kytara, akustická kytara, doprovodný zpěv - Richard Fortus – rytmická kytara, sólová kytara - Duff McKagan – baskytara, akustická kytara, doprovodný zpěv (záskok) - Dizzy Reed – klávesy, piano, doprovodný zpěv - Chris Pitman – klávesy, piano, basa, doprovodný zpěv - Frank Ferrer – bicí                               |
| červen 2014 – červenec 2015   | - Axl Rose – zpěv, piano - DJ Ashba – sólová kytara, rytmická kytara, akustická kytara, doprovodný zpěv - Richard Fortus – rytmická kytara, sólová kytara - Dizzy Reed – klávesy, piano, doprovodný zpěv - Chris Pitman – klávesy, piano, basa, doprovodný zpěv - Frank Ferrer – bicí |
| červenec 2015 – leden 2016    | - Axl Rose – zpěv, piano - Richard Fortus – rytmická kytara, sólová kytara - Dizzy Reed – klávesy, piano, doprovodný zpěv - Chris Pitman – klávesy, piano, basa, doprovodný zpěv - Frank Ferrer – bicí |
| leden–duben 2016              | - Axl Rose – zpěv, piano - Slash – sólová kytara, rytmická kytara, akustická kytara, doprovodný zpěv - Richard Fortus – rytmická kytara, sólová kytara - Duff McKagan – baskytara, akustická kytara, doprovodný zpěv - Dizzy Reed – klávesy, piano, doprovodný zpěv - Chris Pitman – klávesy, piano, basa, doprovodný zpěv - Frank Ferrer – bicí |
| duben 2016–současnost         | - Axl Rose – zpěv, piano - Slash – sólová kytara, rytmická kytara, akustická kytara, doprovodný zpěv - Richard Fortus – rytmická kytara, sólová kytara - Duff McKagan – baskytara, akustická kytara, doprovodný zpěv - Dizzy Reed – klávesy, piano, doprovodný zpěv - Melissa Reese – klávesy, piano, basa, doprovodný zpěv - Frank Ferrer – bicí |

## Členové

### Současní členové
- Axl Rose – zpěv, piano (1985–dosud)
- Slash – kytara (1985–1995, 2016–dosud)
- Dizzy Reed – klávesy (1990–dosud)
- Duff McKagan – baskytara (1985–1995, 2016–dosud)
- Richard Fortus – kytara (2002–dosud)
- Frank Ferrer – bicí (2006–dosud)
- Melissa Reese – syntezátor, klávesy, programování (2016–dosud)

### Bývalí členové
- Ole Beich – baskytara (1985)
- Rob Gardner – bicí (1985)
- Tracii Guns – kytara (1985)
- Steven Adler – bicí (1985–1990)
- Izzy Stradlin – kytara (1985–1991)
- Gilby Clarke – kytara (1991–1994)
- Matt Sorum – bicí (1990–1997)
- Tommy Stinson – baskytara (1998–2016)
- Josh Freese – bicí (1997–2000)
- Paul Tobias – kytara (1994–2002)
- Buckethead – kytara (2000–2004)
- Bryan Mantia – bicí (2000–2006)
- Robin Finck – kytara (1997–2008)
- Bumblefoot – kytara (2006–2014)
- DJ Ashba – kytara (2008–2015)
- Chris Pitman – klávesy, programování (1998–2016)
- Frank Ferrer – bicí (2006–2025)

### Členové pro turné
- Tracey Amos – doprovodný zpěv (1991–1993)
- Teddy Andreadis – harmonika, klávesy, doprovodný zpěv (1991–1993)
- Roberta Freeman – doprovodný zpěv (1991–1993)
- Diane Jones – lesní roh (1991–1993)
- Cece Worrall – lesní roh (1991–1993)

### Náhradníci na turné
- Fred Coury – bicí (1987–1988 – osm vystoupení)
- Stephen Harris – baskytara (1988 – jedno vystoupení)
- Don Henley – bicí (1989 – jedno vystoupení)
- Izzy Stradlin – kytara (1993 – pět vystoupení)
- Frank Ferrer – bicí (2006 – jedenadvacet vystoupení)
- Myles Kennedy – zpěv (2012 – uvedení do Rock N´Roll Hall of Fame)
- Gilby Clarke – kytara (2012 – uvedení do Rock N´Roll Hall of Fame)

### Hosté na turné
- Vince Neil – zpěv (1988 – jedno vystoupení)
- Matt McKagan – lesní roh (1989 – čtyři vystoupení)
- Shannon Hoon – bongo, zpěv (1991–1993 – devět vystoupení)
- Sebastian Bach – zpěv (1991, 2006 – patnáct vystoupení, 2016)
- Lenny Kravitz – kytara, zpěv (1992 – jedno vystoupení)
- Steven Tyler – zpěv (1992 – jedno vystoupení)
- Joe Perry – kytara (1992 – jedno vystoupení)
- Brian May – kytara (1992–1993 – dvě vystoupení)
- Elton John – piano (1992 – jedno vystoupení)
- Ron Wood – piano (1993 – dvě vystoupení)
- Tom Doyle – bongo (1993 – čtyři vystoupení)
- Michael Monroe – zpěv (1993 – jedno vystoupení)
- Blake Stanton – zpěv (1993 – jedno vystoupení)
- Izzy Stradlin – kytara (2006 – sedmnáct vystoupení, 2012)
- Kid Rock – zpěv (2006 – jedno vystoupení)
- Gilby Clarke – kytara (2012 – uvedení do Rock N´Roll Hall Of Fame)
- Angus Young – kytara (2016, 2017)
- Steven Adler – bicí (2016)
- Angry Anderson – zpěv (2017)
- P!nk – zpěv (2017, 2021)
- Billy Gibbons – zpěv, kytara (2017)
- Dave Grohl – kytara, zpěv (2017, 2021)
- Wolfgang Van Halen – kytara (2021)